# 王蒙 (画家)

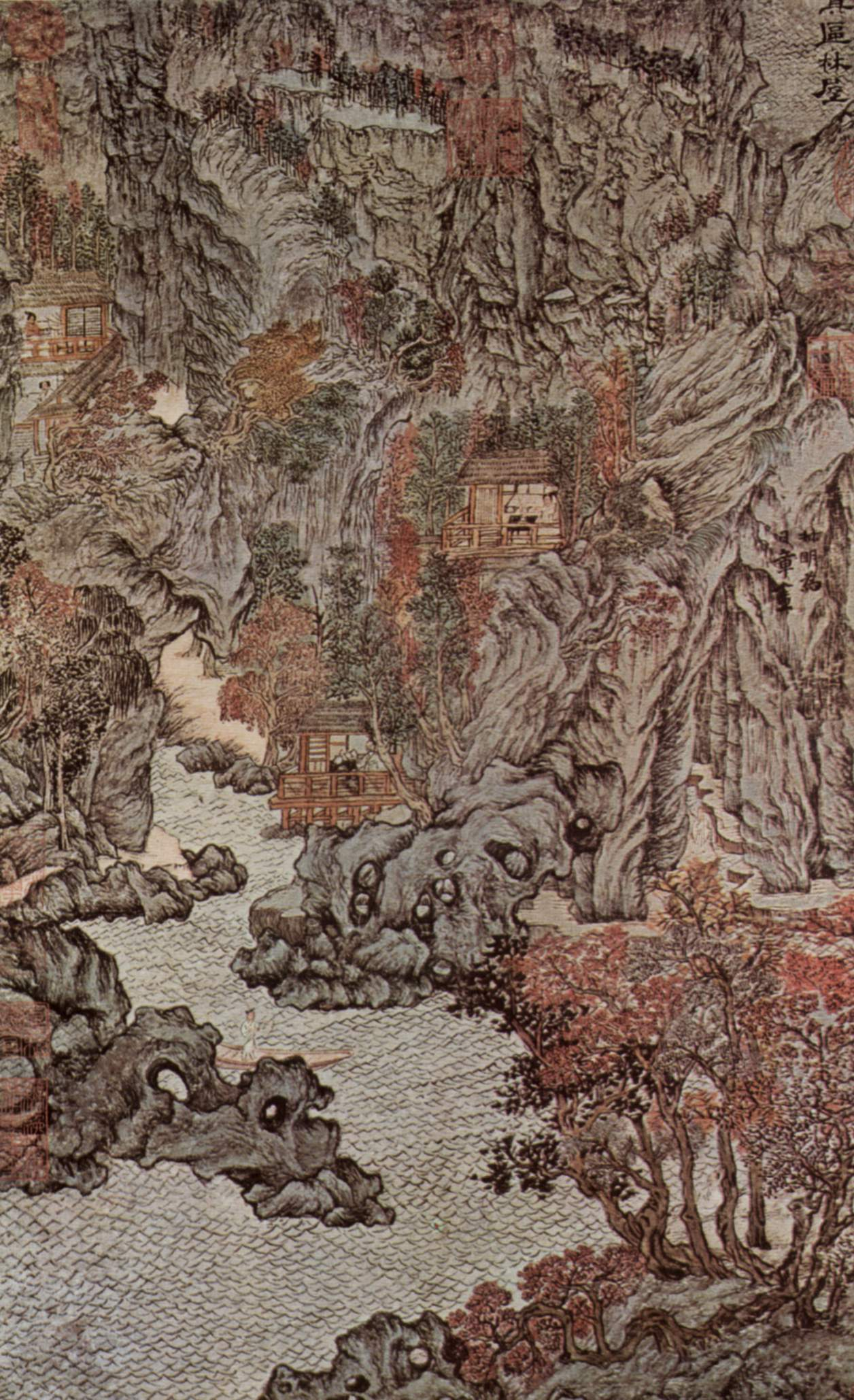
具区林屋図、元末明初、王蒙,
台北国立故宮博物院

王 蒙（おう もう、至大元年（1308年）- 洪武18年9月10日（1385年10月14日））は、元末の画家。字は叔明、号は黄鶴山樵。湖州烏程県の出身。父は王国器。黄公望・倪瓚・呉鎮らと並ぶ元末四大家の一人。

## 略歴
王蒙は、南宋の宗室である元初を代表する文人の趙孟頫の娘の子であり、父の王国器も黄公望・倪瓚・呉鎮とも親交があるほどの文人であるという名家の生まれである。
王蒙は外祖父の趙孟頫の影響を強く受けたが、また黄公望にも師事した。さらには、唐の王維・宋の巨然らの影響も受けて緻密ながら壮大な山水画を描いたという。このため、王蒙は南宋画の大成者の一人とまで称された。
元末には、官についたといわれる。後に国が乱れて各地で騒乱が発生すると、騒乱から避難するために官を辞して杭州北部の黄鶴山に隠棲した。そのため、至正元年（1341年）に黄鶴山樵と号している。絵画だけでなく詩作にも優れた才能を発揮した。
明初に洪武帝の招聘を受けて泰安州知州にまで昇進したが、胡惟庸の獄に連座して獄死した。享年は78。